# 30 urodziny
30 Urodziny – siedmiopłytowy box koncertowy Dżemu wydany 30 marca 2010 roku z koncertu w katowickim Spodku z 3 października 2009 roku. 
Jest to box zawierający 3 płyty DVD i 4 CD. Artyści zaprezentowali swoje utwory w trzech odsłonach: akustycznej, symfonicznej i blues–rockowej. Orkiestra symfoniczna oraz zaproszeni goście to nie jedyne atrakcje uświetniające ten wieczór. Ponad czterogodzinnemu koncertowi towarzyszyła wystawa (na antresoli Spodka) ilustrująca 30-letnią historię zespołu. Wśród gości można będzie zobaczyć byłego wokalistę zespołu Jacka Dewódzkiego, syna zmarłego wokalisty, lidera zespołu Cree Sebastiana Riedla oraz usłyszeć można także głos Ryszarda Riedla oraz dźwięki instrumentów klawiszowych Pawła Bergera. Wydawca: Agencja Koncertowa Leszek Martinek.
14 kwietnia 2010 roku wydawnictwo uzyskało status dwukrotnej platynowej płyty DVD.

## Lista utworów

### DVD 1
Znajduje się materiał z części akustycznej i symfonicznej
1. „Zapal świeczkę” – (Adam Otręba - Darek Dusza)
2. „Mała aleja róż” – (Adam Otręba, Ryszard Riedel - Ryszard Riedel)
3. „Detox” – (Beno Otręba - Ryszard Riedel)
4. „Uśmiech śmierci” – (Jerzy Styczyński - Ryszard Riedel)
5. „Poznałem go po czarnym kapeluszu” – (Dżem - Ryszard Riedel)
6. „Autsajder” – (Beno Otręba - Mirosław Bochenek)
7. „A jednak czegoś żal” – (Adam Otręba - Ryszard Riedel)
8. „Złoty paw” - (Adam Otręba, Andrzej Urny - Ryszard Riedel, Kazimierz Gayer)
9. „Kim jestem, jestem sobie” – (Jerzy Styczyński, Ryszard Riedel - Ryszard Riedel)
10. „Modlitwa III, Pozwól mi” – (Paweł Berger - Ryszard Riedel)
11. „Ćma Barowa” – (Beno Otręba, Jerzy Styczyński - Maciej Balcar)
12. „Wokół sami lunatycy” – (Jerzy Styczyński, Ryszard Riedel - Ryszard Riedel)
13. „List do M.” – (Beno Otręba - Ryszard Riedel, Dorota Zawiesieńko)
14. „Słoneczny dzionek w Pewli Wielkiej” (sama orkiestra) – (Beno Otręba)

### DVD 2
Znajduje się materiał z części bluesowo – rockowej cz.1
1. „Ballada o dziwnym malarzu” (Ryszard Riedel, Paweł Berger) – (Dżem - Kazimierz Galaś)
2. „Powiał boczny wiatr” – (Adam Otręba, Ryszard Riedel - Ryszard Riedel)
3. „Najemnik I” – (Beno Otręba - Kazimierz Galaś)
4. „Kiepska gra” (Sebastian Riedel) – (Adam Otręba, Jerzy Styczyński - Ryszard Riedel, Kazimierz Gayer)
5. „Koszmarna noc” (Sebastian Riedel) – (Adam Otręba - Ryszard Riedel, Kazimierz Gayer)
6. „Mamy forsę, mamy czas” – (Paweł Berger, Jerzy Styczyński - Kazimierz Galaś)
7. „Naiwne pytania” – (Beno Otręba - Ryszard Riedel)
8. „Dzikość mego serca” (Jacek Dewódzki) – (Beno Otręba - Darek Dusza)
9. „Ja wiem – obojętność” (Jacek Dewódzki) – (Adam Otręba - Jacek Dewódzki)
10. „Powiedz czy słyszysz” (Jacek Dewódzki) - (Beno Otręba - Darek Dusza)
11. „Kilka zdartych płyt” (Jacek Dewódzki) – (Beno Otręba - Darek Dusza)

### DVD 3
Znajduje się materiał z części bluesowo – rockowej cz.2
1. „Do kołyski” – (Jerzy Styczyński - Maciej Balcar)
2. „Szeryfie, co tu się dzieje?” – (Beno Otręba - Maciej Balcar, Krzysztof Feusette)
3. „Gorszy dzień” – (Beno Otręba - Maciej Balcar)
4. „Diabelski żart” – (Dżem - Maciej Balcar
5. „Jak malowany ptak” – (Jerzy Styczyński - Darek Dusza)
6. „Najemnik II” – (Beno Otręba - Ryszard Riedel)
7. „Skazany na bluesa” – (Dżem - Ryszard Riedel)

BISY
1. „Sen o Victorii” – (Paweł Berger - Ryszard Riedel)
2. „Whisky” (Jacek Dewódzki, Sebastian Riedel) – (Adam Otręba, Ryszard Riedel - Ryszard Riedel, Kazimierz Gayer)

dodatki
wywiady z zespołem i ekipą techniczną
fotogaleria

### CD 1
Część akustyczna
1. „Zapal świeczkę” – (Adam Otręba - Darek Dusza)
2. „Mała aleja róż” – (Adam Otręba, Ryszard Riedel - Ryszard Riedel)
3. „Detox” – (Beno Otręba - Ryszard Riedel)
4. „Uśmiech śmierci” – (Jerzy Styczyński - Ryszard Riedel)
5. „Poznałem go po czarnym kapeluszu” – (Dżem - Ryszard Riedel)
6. „Autsajder” – (Beno Otręba - Mirosław Bochenek)

### CD 2
Część symfoniczna
1. „A jednak czegoś żal” – (Adam Otręba - Ryszard Riedel)
2. „Złoty paw” - (Adam Otręba, Andrzej Urny - Ryszard Riedel, Kazimierz Gayer)
3. „Kim jestem, jestem sobie” – (Jerzy Styczyński, Ryszard Riedel - Ryszard Riedel)
4. „Modlitwa III, Pozwól mi” – (Paweł Berger - Ryszard Riedel)
5. „Ćma barowa” – (Beno Otręba, Jerzy Styczyński - Maciej Balcar)
6. „Wokół sami lunatycy” – (Jerzy Styczyński, Ryszard Riedel - Ryszard Riedel)
7. „List do M.” – (Beno Otręba - Ryszard Riedel, Dorota Zawiesieńko)
8. „Słoneczny dzionek w Pewli Wielkiej” (sama orkiestra) – (Beno Otręba)

### CD 3
Część bluesowo – rockowa cz. 1
1. „Ballada o dziwnym malarzu” (Ryszard Riedel, Paweł Berger) – (Dżem - Kazimierz Galaś)
2. „Powiał boczny wiatr” – (Adam Otręba, Ryszard Riedel - Ryszard Riedel)
3. „Najemnik I” – (Beno Otręba - Kazimierz Galaś)
4. „Kiepska gra” (Sebastian Riedel) – (Adam Otręba, Jerzy Styczyński - Ryszard Riedel, Kazimierz Gayer)
5. „Koszmarna noc” (Sebastian Riedel) – (Adam Otręba - Ryszard Riedel, Kazimierz Gayer)
6. „Mamy forsę, mamy czas” – (Paweł Berger, Jerzy Styczyński - Kazimierz Galaś)
7. „Naiwne pytania” – (Beno Otręba - Ryszard Riedel)
8. „Dzikość mego serca” (Jacek Dewódzki) – (Beno Otręba - Darek Dusza)
9. „Ja wiem – obojętność” (Jacek Dewódzki) – (Adam Otręba - Jacek Dewódzki)
10. „Powiedz czy słyszysz” (Jacek Dewódzki) - (Beno Otręba - Darek Dusza)
11. „Kilka zdartych płyt” (Jacek Dewódzki) – (Beno Otręba - Darek Dusza)

### CD 4
Część bluesowo – rockowa cz. 2
1. „Do kołyski” – (Jerzy Styczyński - Maciej Balcar)
2. „Szeryfie, co tu się dzieje?” – (Beno Otręba - Maciej Balcar, Krzysztof Feusette)
3. „Gorszy dzień” – (Beno Otręba - Maciej Balcar)
4. „Diabelski żart” – (Dżem - Maciej Balcar
5. „Jak malowany ptak” – (Jerzy Styczyński - Darek Dusza)
6. „Najemnik II” – (Beno Otręba - Ryszard Riedel)
7. „Skazany na bluesa” – (Dżem - Ryszard Riedel)

BISY
1. „Sen o Victorii” – (Paweł Berger - Ryszard Riedel)
2. „Whisky” (Jacek Dewódzki, Sebstian Riedel) – (Adam Otręba, Ryszard Riedel - Ryszard Riedel, Kazimierz Gayer)

## Skład
- Maciej Balcar – śpiew, harmonijka, instrumenty perkusyjne
- Janusz Borzucki – instrumenty klawiszowe
- Adam Otręba – gitara
- Beno Otręba – gitara basowa
- Jerzy Styczyński – gitara
- Zbigniew Szczerbiński – perkusja

oraz
- Jacek Dewódzki – śpiew
- Sebastian Riedel – śpiew, gitara, harmonijka
- Ryszard Kramarczyk - akordeon, akustyk zespołu
- Orkiestra Symfoniczna pod dyrekcją Andrzeja Marko

## Pozycje na listach
| Lista | Kraj   | Pozycja |
| ----- | ------ | ------- |
| OLiS  | Polska | 15      |